# Festivalul Internațional de Film Fantastic de la Avoriaz din 1975
Festivalul Internațional de Film Fantastic de la Avoriaz din 1975 (în franceză Festival international du film fantastique d'Avoriaz 1975) a fost a treia ediție a Festivalului Internațional de Film Fantastic de la Avoriaz. A avut loc în Alpii francezi (în stațiunea Avoriaz) în ianuarie 1975.
Filmul Phantom of the Paradise al lui Brian De Palma a câștigat Marele premiu (Grand prix) al festivalului.

## Juriu
- Roman Polanski (președinte)
- René Barjavel
- Jean-Louis Bory
- César
- Claude Chabrol
- Costa-Gavras
- Serge Gainsbourg
- Paul Guimard
- Bernadette Lafont
- Édouard Molinaro
- Jacques Monory
- Jean-Jacques Pauvert
- Françoise Sagan
- Roger Vadim

## Selecție

### În competiție
- À cause d'un assassinat (Corporația Parallax) de Alan J. Pakula ( Statele Unite ale Americii)
- La Belladone de la tristesse (Kanashimi no Beradona) de Eiichi Yamamoto ( Japonia)[2]
- Du sang pour Dracula (Dracula cerca sangue di vergine... e morì di sete!!!) de Paul Morrissey ( Italia- Franța- Statele Unite ale Americii)[3]
- Enquête dans l'impossible (Man on a Swing) de Frank Perry ( Statele Unite ale Americii)[4]
- Flesh Gordon de Michael Benveniste și Howard Ziehm ( Statele Unite ale Americii)[5]
- Le jeu avec le feu de Alain Robbe-Grillet ( Franța)[6]
- Le monstre est vivant (It's Alive) de Larry Cohen ( Statele Unite ale Americii)[7]
- Phantom of the Paradise de Brian De Palma ( Statele Unite ale Americii)
- Phase IV de Saul Bass ( Regatul Unit)[8]
- La Légende des sept vampires d'or (Legenda celor 7 vampiri de aur) de Roy Ward Baker ( Regatul Unit- Hong Kong, China)

### În afara competiției
- La Bête de Walerian Borowczyk ( Franța)
- Histoire de fantômes (Ghost Story) de Stephen Weeks ( Regatul Unit)
- La Messe dorée de Beni Montresor ( Franța -  Italia)
- Le Silence du Dr. Evans de Budimir Metalnikov ( Uniunea Sovietică)[9]

## Premii
- Marele premiu (Grand prix): Phantom of the Paradise de Brian De Palma
- Premiul special al juriului: It's Alive de Larry Cohen și Phase IV  de Saul Bass
- Premiul criticii Corporația Parallax de Alan J. Pakula